# Trichodontidae
Trichodontidae är en familj av fiskar. Trichodontidae ingår i ordningen abborrartade fiskar (Perciformes). Enligt Catalogue of Life omfattar familjen Trichodontidae 2 arter. 
Arterna förekommer i norra Stilla havet. De når en längd upp till 30 cm. Exemplaren har en på sidan avplattad kropp och två ryggfenor. Den första är utrustad med 8 till 16 taggstrålar och den andra har en eller ingen taggstråle samt 12 till 20 mjukstrålar. I analfenan finns en eller ingen taggstråle och 28 till 32 mjukstrålar. Stjärtfenan har en djup inskärning i mitten. Familjens medlemmar saknar fjäll och simblåsa. Munnen är uppåt riktad och det förekommer små tänder i 2 eller 3 rader.
Dessa fiskar fångas inte kommersiell men de hamnar ibland som bifångst i fiskenät. Skickliga personer kan fånga exemplar vid stranden. De nattaktiva fiskarna söker ofta närheten av ljus vid havets yta. Födan utgörs av små ryggradslösa djur.
Släkten enligt Catalogue of Life:
- Arctoscopus
- Trichodon